# All Nippon Airways
A All Nippon Airways (全日空 Zennikkū or 全日本空輸 Zen-nippon kūyu), estilizada como ANA, é a segunda maior empresa aérea do Japão, perdendo apenas para a Japan Airlines, e a setima maior do mundo em número de passageiros transportados. Membro da Star Alliance, tem seu hub de operações concentrados no aeroporto de Narita, em Tóquio.
A partir de Tóquio, a ANA atende a mais de 500 destinos domésticos , além de várias frequências diárias para todo o Sudeste Asiático.

## História

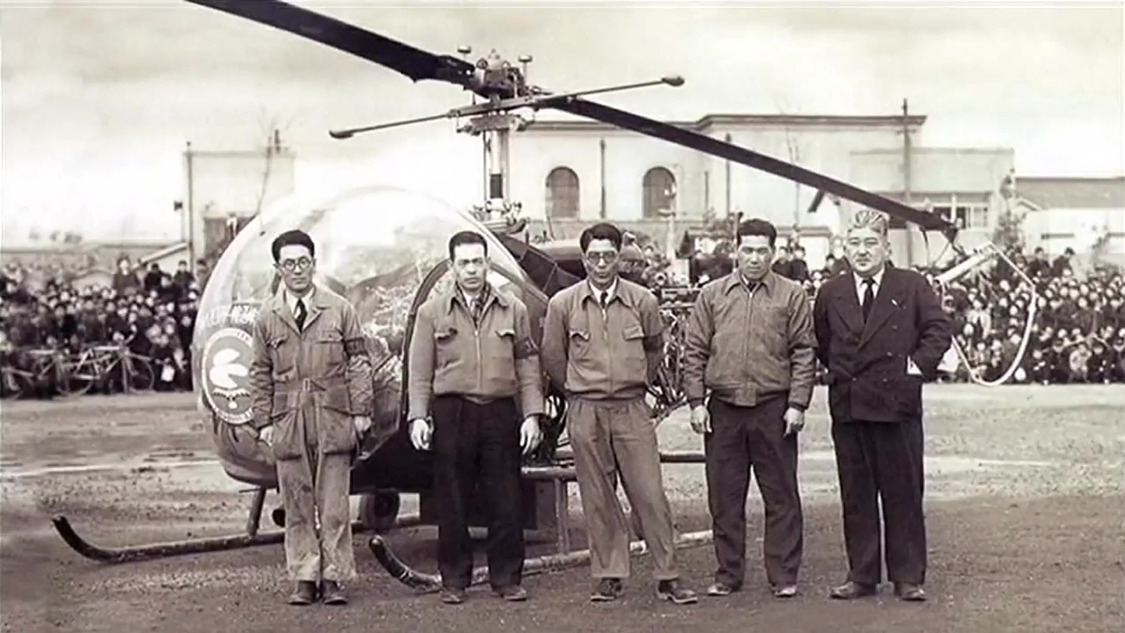
Fundadores da Japan Helicopter & Aeroplane Transports e um Bell 47D-1

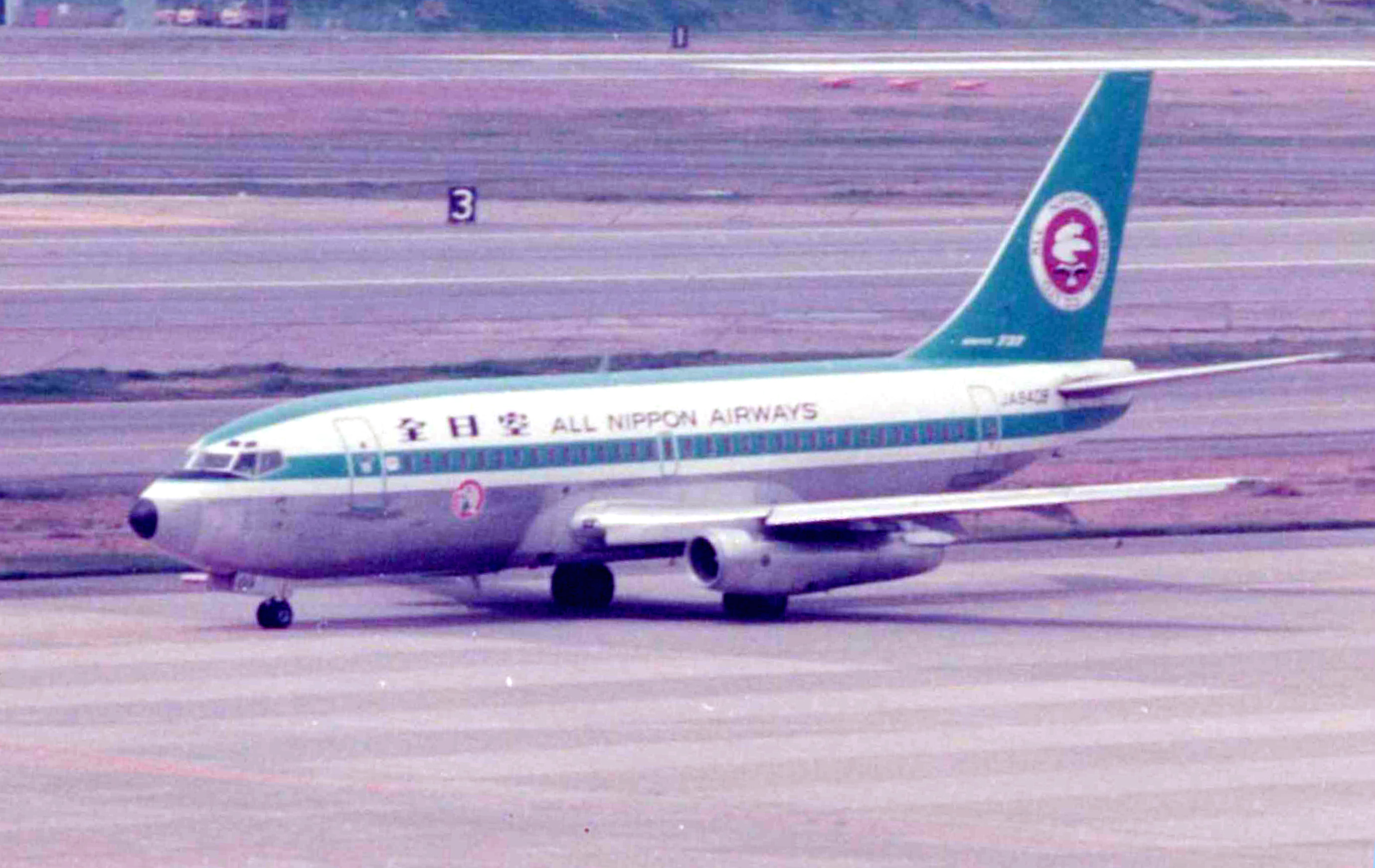
Boeing 737-200 da All Nippon Airways.

Em 1952, visando retomar o tráfego interrompido pela Segunda Guerra Mundial , é fundada a empresa Japan Helicopter & Aeroplane Transports Co, a princípio operando somente com helicópteros. Em 1957, após começar a operar com aviões, a empresa muda seu nome para o atual "All Nippon Airways".
Depois de duas fusões com outras companhias transportadoras em 1958 e 1963, respectivamente, a ANA inicia suas operações internacionais (não-regulares ainda) na rota Tóquio - Hong Kong no ano de 1971.
Em 1986, já operando voos regulares internacionais, passa operar a rota Tóquio - Guam. Depois dos crescentes números de pessoas transportadas ao longo dos anos, em 1992, a empresa atinge 500 milhões cumulativo de passageiros transportados em rotas domésticas . Em 1994, a ANA inicia operações no Aeroporto Internacional de Kansai, na cidade de Osaka, para finalmente em Outubro de 1999, ingressar na Star Alliance.

## Controvérsias
Em 2009, a empresa adotou uma política de pedir para seus passageiros fazerem xixi antes de embarcarem no avião, com o objetivo de diminuir o peso do avião e consequentemente diminuir o combustível consumido durante a viagem. Antes de viagens em 38 rotas domésticas, um anúncio na sala de embarque solicitava aos passageiros que utilizassem o banheiro. A estimativa da empresa era de redução da emissão de 4,2 toneladas de gás carbônico durante um mês de operação. Esta política durou apenas um mês, mas outras medidas se mantiveram, como substituir garrafas de vidro por alternativas mais leves, feitas de plástico ou papel.

## Códigos Internacionais
- IATA Código: NH
- ICAO Código: ANA
- Designação: All Nippon

## Frota aérea

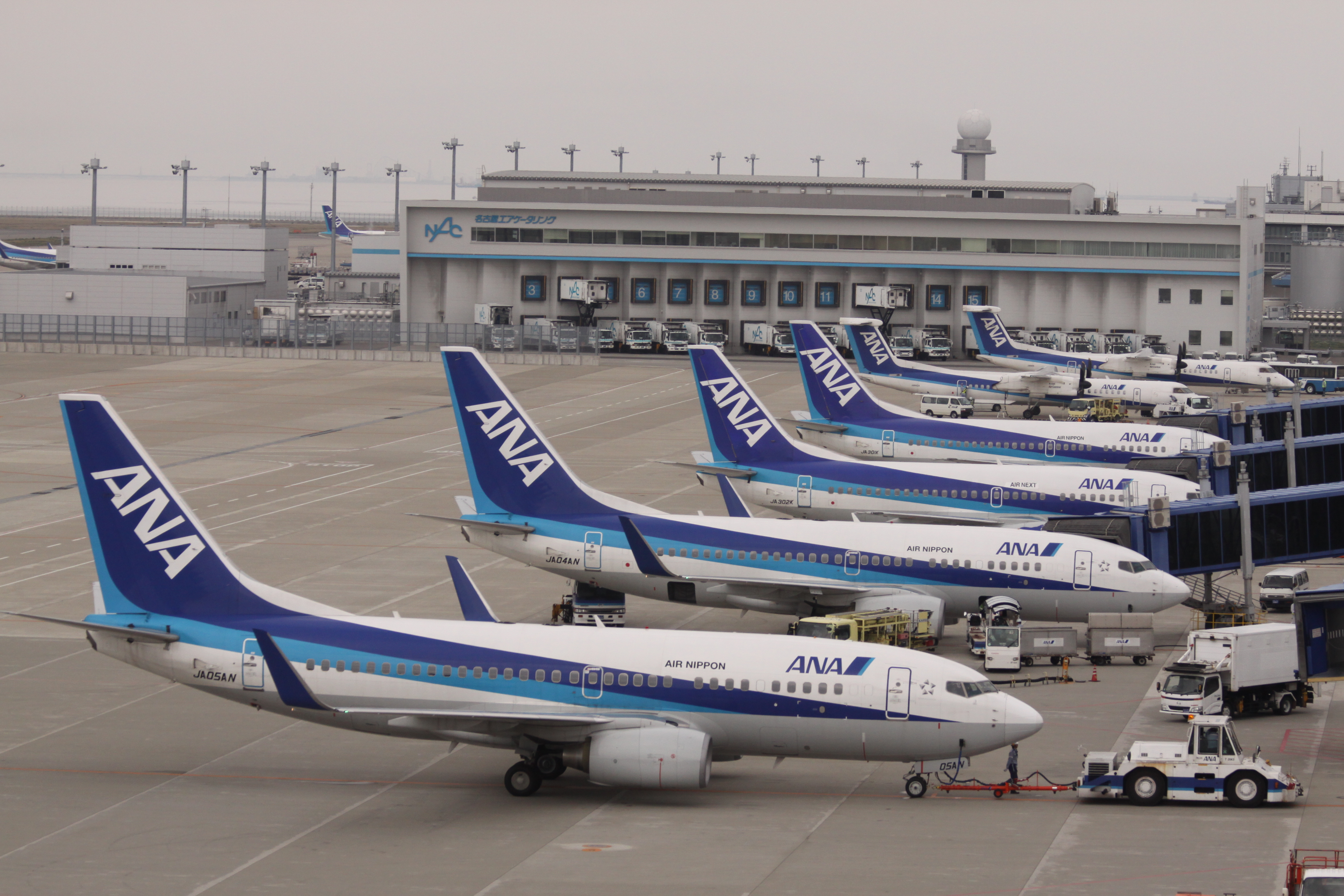
Aviões da All Nippon Airways.

Em 5 de Maio de 2021 a frota de All Nippon Airways consiste de 218 aviões.
| Aeronaves        | Quantidade |
| ---------------- | ---------- |
| Airbus A320-200  | 3          |
| Airbus A320neo   | 11         |
| Airbus A321-200  | 4          |
| Airbus A321neo   | 17         |
| Airbus A380-800  | 3          |
| Boeing 737-700   | 3          |
| Boeing 737-800   | 39         |
| Boeing 767-300ER | 29         |
| Boeing 777-200   | 14         |
| Boeing 777-300   | 5          |
| Boeing 777-300ER | 23         |
| Boeing 777-9     | 0-         |
| Boeing 787-8     | 036        |
| Boeing 787-9     | 37         |
| Boeing 787-10    | 2          |
| Mitsubishi RJ90  | 0-         |
| Total            | 226        |